# De Grote Meneer Kaktus Show
De Grote Meneer Kaktus Show was een Nederlands televisieprogramma voor kinderen in de periode 1986-1993 met drie vaste personages. 
Tijdens de eerste  twee seizoenen werd het programma uitgezonden door Veronica, daarna nam de VARA het over. De show kende een voorgeschiedenis in het theater (sinds 1981) en op televisie (na enkele losse optredens wekelijks vijf minuten in het Veronica programma Tineke vanaf 1984). Een korte revival kende het programma van oktober 1999 tot februari 2000 op RTL 4 als onderdeel van Telekids.

## Vaste personages
Hoofdpersoon is Meneer Kaktus (Peter Jan Rens), die rondloopt in een blauwe pyjama met stropdas, en alles weet.
Tegenspeler is Kweetniet, (eerst Tony Maples, toen Larry Jackson, daarna Joost Hes en vervolgens Hans van der Laarse, met als vaste invallers Willem Kort en Wolf Gerritsen), die rondloopt in een geel bokstenue en van niets weet.
Het derde vaste personage is Mevrouw Stemband (Annemieke Hoogendijk), die het haar recht overeind heeft staan en een jurk met dierenprint draagt.

## Vaste formule
De voorstelling speelt zich af in een boksring en is verdeeld in een aantal rondes, elk afgesloten met ‘de bel’ (een gongslag). Na iedere ronde roept Mevrouw Stemband de volgende ronde af. Hierbij laat zij ook nog een bordje zien met daarop het nummer van de ronde. Hierna roept Meneer Kaktus wat de ronde inhoudt.
- De eerste ronde bestaat uit het zingen van ‘Het Grote Meneer Kaktus Lied’, opkomst van de vaste karakters en een stukje slapstick, waarin Meneer Kaktus vaak een bepaalde gebeurtenis wil spelen met Mevrouw Stemband en Kweetniet. Het toneelstukje loopt altijd anders dan Meneer Kaktus wil, omdat Kweetniet hem niet begrijpt en Mevrouw Stemband op ondeugende wijze haar eigen gang gaat.
- De tweede ronde bestaat uit een vraaggesprek met een bijzonder kind uit het publiek, waarbij het kind op een grote en Meneer Kaktus op een kleine stoel in het midden van de ring zit. Hierbij geeft het kind vaak ook een kleine demonstratie van zijn/haar vaardigheid.
- De derde ronde is een sketch rond een gevaarlijke situatie, eindigend in de dood van ‘de Spelende Vrouw’ (Mevrouw Stemband) die daarna de moraal van het verhaal vertelt. Kweetniet beeldde hierbij de gevaarlijke situatie uit.
- Tussen de derde en vierde ronde is er een nieuwsflits waarin een kind uit het publiek dat zich ergens aan ergert ten tonele wordt gevoerd. De ergernis kan worden afgereageerd door met een grote bokshandschoen een klap te geven op een door Meneer Kaktus vastgehouden kussen, net zo lang tot Meneer Kaktus omvalt. Het kussen stelde hierbij de ergernis voor. Dit werd door een of twee kinderen uit het publiek gedaan.
- In de vierde ronde wordt een ingezonden tekening of brief beloond met een Prik van de Kaktus en wordt het bijbehorende lied gezongen. Tekeningen of brieven konden hiervoor worden ingestuurd naar een adres dat door meneer Kaktus werd meegedeeld.
- De vijfde ronde is een gesprek met een gast (op de kleine stoel). Kinderen komen op de grote stoel zitten om hun vraag te stellen. Vaste grap is dat de gast na afloop van de ronde ook mag worden aangeraakt.
- Na de vijfde ronde komt er een zangpodium in de vorm van een cactus waarop een kind (het nieuwe talent) met Mevrouw Stemband een lied zingt dat voor de gelegenheid is gecomponeerd en gaat over een door het kind opgegeven onderwerp. Voorafgaand aan dit lied wordt altijd gezongen: "Nederland Spits je oren, want de Stemband is geboren!!!!"
- Tot slot wordt ‘Het Grote Meneer Kaktus Lied’ nogmaals gezongen.

## Trivia
- In 1985 komt het Het Grote Meneer Kaktus Boek uit (ISBN 90-320-5509-7).
- In 1992 verschijnt de cd Liedjes uit de Grote Meneer Kaktus Show.
- Meneer Kaktus krijgt in 1992 een wassen beeld bij Madame Tussauds.
- In 1998-2000 komen er nog drie Meneer Kaktusboeken uit: 
  - Een taart voor Meneer Kaktus (ISBN 90-216-1480-4),
  - Meneer Kaktus wordt kwakelgek (ISBN 90-216-1612-2),
  - Meneer Kaktus doet eng.
- Een iets aangepaste show wordt vanaf oktober 1999 tot februari 2000 binnen Telekids gebruikt. Er is onder andere geen nieuw zangtalent na de vijfde ronde en de show eindigt met een aankondiging van de rest van het Telekidsprogramma.
- In de jaren 80 was er ook vijf jaar de Kaktusband.
- In 2003 komen er vier dvd's uit met elk drie shows uit de periode 1988-1993 (VARA uitzendingen).
- Rens speelt tussen 1994 en 2003 als meneer Kaktus in commercials van de snoepfabrikant Haribo.
- In 2009 werd De Grote Meneer Kaktus Show een theatervoorstelling. De première was op 19 februari en de rollen van Mevrouw Stemband en Kweetniet worden gespeeld door respectievelijk Pia Naber en Erwin Wiertz.[1]
- In 2010 volgde de voorstelling De Grote Meneer Kaktus Niet Alleen Voor Kids Show. De première was op 26 november in Alkmaar en de rollen van Mevrouw Stemband en Kweetniet worden gespeeld door respectievelijk Marleen Palmer en Robert de Kok. Voor deze serie shows werd intensief samengewerkt met de kinderliedjesband Niet Alleen Voor Kids o.l.v. Herman Jager.
- In 2011 wordt deze samenwerking voortgezet met nieuwe shows en cd-uitgaven.
- In 2016 werd De Grote Meneer Kaktus Show 9 dagen lang in Attractiepark Duinen Zathe in Appelscha opgevoerd, met Johan Vlemmix in de rol van Kweetniet en Natasja Cordes in de rol van Mevrouw Stemband.